# Odynerus poecilus
Odynerus poecilus är en stekelart som beskrevs av Henri Saussure 1856. Odynerus poecilus ingår i släktet lergetingar, och familjen Eumenidae. Inga underarter finns listade i Catalogue of Life.